# Emballonura semicaudata
Emballonura semicaudata — є одним з видів мішкокрилих кажанів родини Emballonuridae.

## Поширення
Країни поширення: Американське Самоа, Фіджі, Федеративні Штати Мікронезії, Північні Маріанські острови, Палау, Самоа, Тонга. Записаний від рівня моря до 210 м над рівнем моря. Цей невеликий кажан лаштує сідала в печерах, також може спочивати під нависаючими скелями. Цей вид бачили літаючим при денному світлі в лісі, але зазвичай з'являється в сутінках.